# Archivos feministas (UNAM)
Los Archivos feministas del CIEG UNAM es un proyecto de digitalización de los archivos históricos del feminismo en México. Este inicia en 2015 a través de un proyecto coordinado por J. Félix Martínez Barrientos y desarrollado por integrantes del Centro de Investigaciones y Estudios de Género de la Universidad Nacional Autónoma de México (UNAM). 
El sitio recopila más de cinco mil artículos editados entre 1976 y 2005 en revistas dedicadas a revalorar el papel de las mujeres, y su propósito es dar visibilidad a los archivos históricos del feminismo en el país.

## Historia
El archivo se comienza a digitalizar en 2015,  a través del Programa de Apoyo Financiero para el Desarrollo y Fortalecimiento de los Proyectos Unitarios de Toda la UNAM en Línea (PAPROTUL), y a través del proyecto Digitalización de los archivos históricos del feminismo en México.  Félix Martínez Barrientos, junto con un amplio equipo del CIEG, se dan a la tarea de digitalizar ejemplares y artículos feministas de la historia de México. A partir de 2015 se puso a disposición de todas las personas con acceso a internet cinco publicaciones: La Revuelta, La Boletina, fem., Cihuat y La Correa Feminista.
La razón para considerar estas publicaciones en específico es que se les consideró fundamentales para entender el desarrollo de la segunda ola del feminismo en México. Tales tuvieron presencia en el ambiente cultural entre 1976 (primeros números de La Revuelta y de fem.) y 2005 (último número de fem.), que es, de la misma manera, el periodo de tiempo que el archivo histórico abarca.
En 2015, la Biblioteca Rosario Castellanos del entonces Programa Universitario de Estudios de Género (fundado en 1992), ahora Centro de Investigaciones y Estudios de Género (CIEG), contaba en su acervo con las colecciones completas de estas cinco publicaciones.

### Objetivos
El proyecto tiene como propósito dar visibilidad a los archivos históricos del feminismo en México y, poner en disposición pública las dichas revistas.  La colección de archivos de las publicaciones y su disposición al público está dirigida al movimiento feminista, así como a investigadoras y personas interesadas de México y el mundo en el movimiento feminista mexicano.

## Contenido
En total se digitalizaron y catalogaron 9 periódicos de La Revuelta; 261 números de fem.; 6 periódicos de CIHUAT; 8 números de La Boletina y 21 números de La Correa Feminista; en conjunto suman un total de 305 ejemplares y 5884 artículos.El archivo se divide en un catálogo de temas como: aborto, trabajo de cuidados, sexismo en los medios de comunicación, violencia, bisexualidad y ciberfeminismos.

### La Revuelta
El archivo cuenta con nueve ejemplares de este periódico, los cuales se publican desde 1976 hasta 1978. 

### Fem.
Fem. fue una revista cuyos 261 números fueron digitalizados en este proyecto. Sus publicaciones empiezan en 1976 y terminan en 2005.

### CIHUAT: Voz de la coalición de mujeres
CIHUAT fue un periódico del cual se conocen y están digitalizadas por este archivo solo seis publicaciones, las cuales van desde 1977 hasta 1978. Debido al deterioro del material en el que se realizaron las impresiones, la digitalización de esta publicación fue en especial complicada. 

### La Boletina
La Boletina fueron publicaciones que se enfocaron en unificar las diferentes redes feministas en México y sus ocho ejemplares fueron digitalizados por este proyecto. Sus publicaciones empiezan en 1982 y terminan en 1986.

### La Correa Feminista
De esta revista se digitalizaron los 21 números que se publicaron desde 1991 hasta 1998.